# Boris Arbuzow
Boris Aleksandrowicz Arbuzow (ros. Борис Александрович Арбузов, ur. 4 listopada 1903 w Nowej Aleksandrii (obecnie Puławy), zm. 6 listopada 1991 w Kazaniu) – radziecki chemik.

## Życiorys
Jego ojciec Aleksandr Arbuzow także był chemikiem. W 1926 ukończył Kazański Instytut Gospodarki Rolnej i Leśnictwa, 1929–1935 pracował w Kazańskim Instytucie Weterynaryjnym i jednocześnie 1930–1938 w Kazańskim Instytucie Chemiczno-Technologicznym jako kierownik katedry syntetycznego kauczuku, 1938–1967 kierował katedrą chemii organicznej Uniwersytetu Kazańskiego. W 1935 otrzymał tytuł profesora, w 1937 obronił pracę doktorską, 1941–1947 kierował laboratorium połączeń wysokomolekularnych Instytutu Chemii Organicznej Akademii Nauk ZSRR, w 1944 został kierownikiem sektora, a 1960–1989 był dyrektorem Naukowo-Badawczego Instytutu Chemicznego przy Uniwersytecie Kazańskim. W latach 1958–1964 był dyrektorem Kazańskiego Instytutu Chemii Organicznej Kazańskiej Filii Akademii Nauk ZSRR, od 1943 był członkiem korespondentem, a od 1953 akademikiem Akademii Nauk ZSRR, uczestniczył w organizacji Kazańskiego Państwowego Instytutu Chemiczno-Technologicznego, gdzie objął kierownictwo drugiej w kraju (po Petersburgu) katedry syntetycznego kauczuku. Pracował w dziedzinie syntezy dienów, badał mechanizm łączenia różnych odczynników z butadienem i rearanżacjami allilowymi. Był doktorem honoris causa Uniwersytetu Gdańskiego (25 listopada 1976) i członkiem Francuskiego Towarzystwa Chemicznego. Napisał ponad 400 prac naukowych. W latach 1966–1989 był deputowanym do Rady Najwyższej ZSRR od 7 do 11 kadencji.
Aresztowany w 1937, zwolniony w maju 1939 .

## Odznaczenia, nagrody i wyróżnienia
- Złoty Medal „Sierp i Młot” Bohatera Pracy Socjalistycznej (13 marca 1969)
- Order Lenina (dwukrotnie)
- Order Czerwonego Sztandaru Pracy
- Order Przyjaźni Narodów
- Nagroda Stalinowska (1951)
- Nagroda Leninowska (1978)
- Nagroda im. Butlerowa (1929)
- Nagroda im. Mendelejewa (1949)